# (25231) Naylor
(25231) Naylor est un astéroïde de la ceinture principale.

## Description
(25231) Naylor est un astéroïde de la ceinture principale. Il fut découvert le 14 octobre 1998 à la station Anderson Mesa par le programme de relevé astronomique LONEOS. Il présente une orbite caractérisée par un demi-grand axe de 2,58 UA, une excentricité de 0,09 et une inclinaison de 14,9° par rapport à l'écliptique.